# Miguel Ángel Ochoa
Miguel Ángel Ochoa Vaca (Badajoz, España, 29 de septiembre de 1944) es un exfutbolista español que se desempeñaba como defensa.

## Clubes
| Club             | País   | Año       |
| ---------------- | ------ | --------- |
| E. C. Granollers | España | 1963-1967 |
| R. C. D. Español | España | 1967-1977 |